# Ecdyonurus flavus
Ecdyonurus flavus is een haft uit de familie Heptageniidae. De wetenschappelijke naam van de soort is voor het eerst geldig gepubliceerd in 1929 door Takahashi.
De soort komt voor in het Palearctisch gebied.